# Іванівська сільська рада (Покровський район)
| Іванівська сільська рада — колишній орган місцевого самоврядування у Покровському районі Донецької області з адміністративним центром у с. Іванівка. Сільській раді були підпорядковані населені пункти: - с. Іванівка - с. Веселе - с. Вовче - с. Євгенівка - с. Лисичне - с-ще Лозуватське - с. Новоторецьке - с. Прогрес - с. Свиридонівка - с. Сергіївка |

## Склад ради
Рада складалася з 16 депутатів та голови.

## Керівний склад сільської ради
| ПІБ                         | Основні відомості                                                         | Дата обрання | Дата звільнення |
| --------------------------- | ------------------------------------------------------------------------- | ------------ | --------------- |
| Моргун Леонід Миколайович   | Сільський голова, 1955 року народження, освіта, безпартійний              | 26.03.2006   | 31.10.2010      |
| Макогон Світлана Миколаївна | Сільський голова, 1968 року народження, освіта вища, член Партії регіонів | 31.10.2010   |                 |

Примітка: таблиця складена за даними джерела